# Psychoda lutea
Psychoda lutea är en tvåvingeart som beskrevs av Quate 1962. Psychoda lutea ingår i släktet Psychoda och familjen fjärilsmyggor. Inga underarter finns listade i Catalogue of Life.